# Кашети
Кашети (ингуш. КашетӀе — «на могиле/кладбище») — село в Джейрахском районе Республики Ингушетия. Входит в состав сельского поселения Бейни.

## Название
Название селения на ингушском языке — КашетӀе разделяется следующим образом: каш — могила/кладбище, -е — суффикс топонимообразования, восходящий к форманту направительного падежа или послелог, -тӀе — послелог с пространственным значением, указывающий на поверхность; и, следовательно, переводится как «на могиле/кладбище».

## География
Село расположено в южной части республики на расстоянии примерно в 3 километрах по прямой к северо-востоку от районного центра Джейраха.
Часовой пояс
Село Кашети как и вся Ингушетия, находится в часовой зоне МСК (московское время). Смещение применяемого времени относительно UTC составляет +3:00.

## Население
| 1926 | 2010 | 2024 |
| ---- | ---- | ---- |
| 24   | ↘0   | ↗7   |